# Бузыково (Тверская область)
Бузы́ково — деревня в Кашинском районе Тверской области. Входит в состав Пестриковского сельского поселения.

## География
Деревня находится в юго-восточной части Тверской области, в зоне хвойно-широколиственных лесов,  в 10 км к северу от Кашина, рядом с автодорогой «Кашин—Кесова Гора—Бежецк». Рядом деревня Высоково, расположенная на берегу реки Кашинки.

### Климат
Климат характеризуется как умеренно континентальный, с морозной снежной зимой и умеренно тёплым влажным летом. Среднегодовая температура воздуха — 3,2 °C. Средняя температура воздуха самого холодного месяца (января) — −10,7 °C, средняя температура самого тёплого (июля) — 17,8 °С. Продолжительность периода активной вегетации растений (выше 10 °C) составляет примерно 131 день. Годовое количество атмосферных осадков составляет в среднем 611 мм, из которых большая часть выпадает в тёплый период. Снежный покров держится в течение 198 дней.

## Население
| 2008 | 2010 |
| ---- | ---- |
| 152  | ↗177 |

### Национальный и гендерный состав
По данным переписи 2002 года население — 151 житель, 70 мужчин, 81 женщина.

## Инфраструктура
Личное подсобное хозяйство с зоной сельскохозяйственного использования, индивидуальная застройка усадебного типа.
В деревне имеется почтовое отделение. 

## Транспорт
Остановка общественного транспорта «Бузыково». 